# Chuño
« Chuno » redirige ici. Pour le scientifique allemand, voir Johann Jakob Chuno (de).

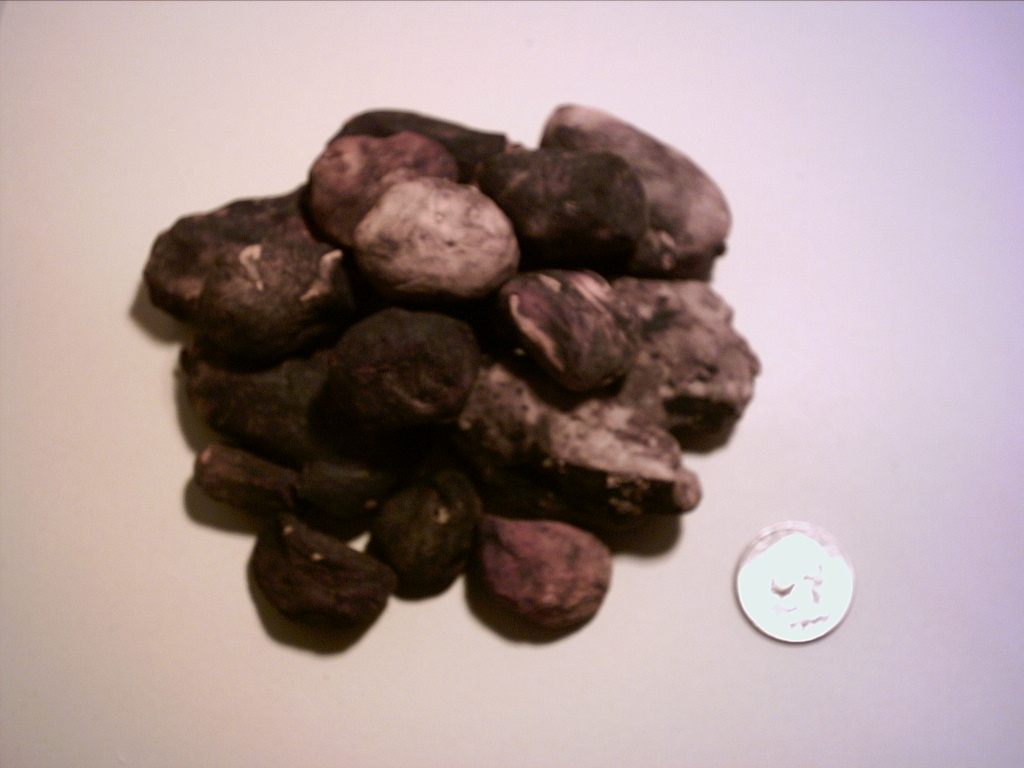
Chuño, ou chuño noir.

Le chuño, appelé aussi moraya ou tunta, est une spécialité des Andes centrales produite par la déshydratation de pommes de terre par un cycle d'expositions au soleil et au gel et de foulages. À chaque cycle les tubercules perdent de l'eau. C'est la manière traditionnelle de conserver et stocker les pommes de terre pendant de longues périodes, parfois des années.
La tunta se différencie du chuño car son processus de fabrication se fait à l'abri du soleil. C'est aussi le moyen de rendre comestibles les pommes de terre amères (papas amargas), les seules qu'il est possible de cultiver en haute altitude car elles résistent au gel, mais qui ne sont pas consommables à l'état frais à cause de leur teneur en alcaloïdes toxiques (substances également responsables de leur amertume).
Ces produits tiennent une grande place dans l'alimentation indigène, et plus généralement de la gastronomie des régions de production. Actuellement, le chuño produit dans les hauts plateaux andins est consommé régulièrement dans le nord-ouest de l'Argentine, dans l'altiplano bolivien, dans le nord du Chili, et dans les régions andines et côtières du Pérou.
En Argentine, au Pérou et au Chili, on appelle également chuño l'amidon qui s'obtient en moulant les pommes de terre par décantation des grains d'amidon qui flottent dans le jus. En Argentine, cet amidon est utilisé pour réaliser des desserts semblables à du flan.
Ces préparations sont également utilisées pour donner de la consistance à la soupe et ajouter des notes de saveur. On peut aussi les manger avec du fromage.

## Étymologie
Le terme espagnol chuño a été emprunté à la langue quechua, dans laquelle ces pommes de terre gelées et déshydratées s'appellent ch'uñu. C'est aussi le synonyme de « fécule de pomme de terre » en espagnol d'Amérique latine.

## Chuñoouchuñonoir
Le chuño noir, ou simplement chuño, s'obtient par exposition au gel nocturne, immersion pendant un mois, réexposition au gel pendant une nuit puis piétinement des tubercules. La couleur noire est due à l'oxydation de certaines substances contenues dans les tubercules qui sont mises en contact avec l'air pendant la transformation.

## Tunta,moraya, ouchuñoblanc

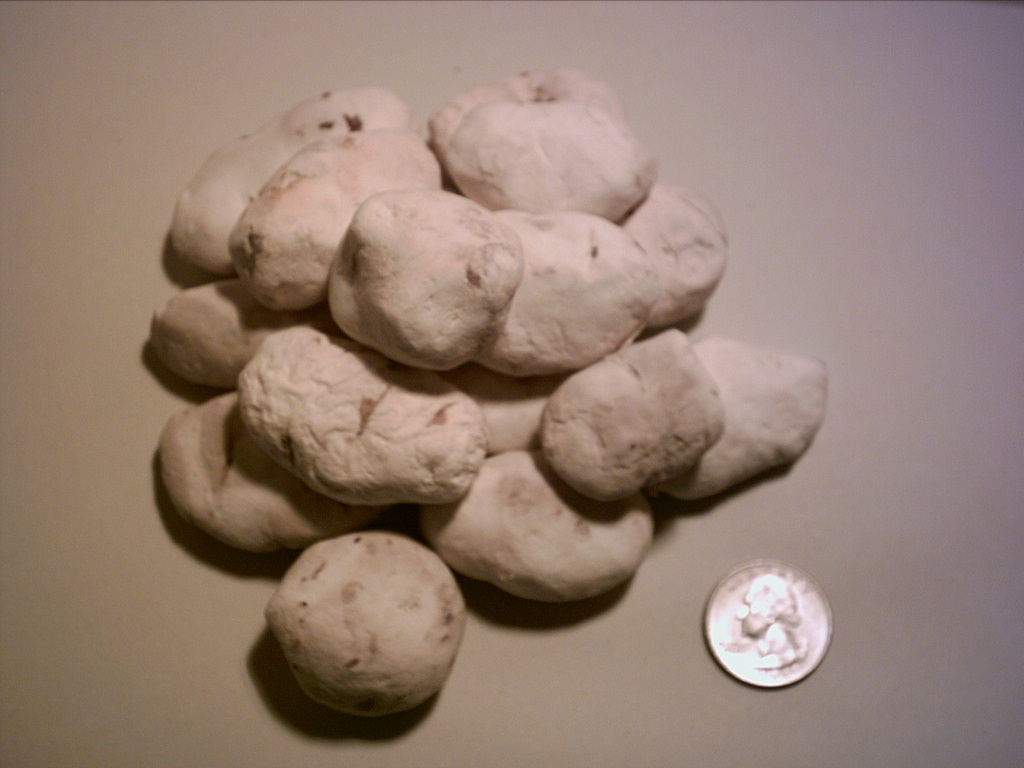
Chuño blanc, ou tunta, ou moraya.

La tunta s'obtient en lavant les tubercules puis en les séchant au soleil après une congélation de plusieurs jours. Ce lavage élimine la substance sombre présente dans le chuño.